# Serie A 2009-10
Serie A 2009–10  (còn được gọi là Serie A TIM) là mùa giải Serie A thứ 78 kể từ khi giải đấu được thành lập. Giải có 3 đội được thăng hạng từ Serie B, thay thế cho 3 đội phải xuống hạng ở mùa giải 2008–09. Nike là nhà tài trợ cho trái bóng mới - the T90 Ascente - được sử dụng ở mùa giải này.
Cuộc đua giành danh hiệu chỉ được định đoạt vào ngày cuối cùng của mùa giải với việc Inter Milan lên ngôi vô địch và đây cũng là danh hiệu thứ 5 liên tiếp của họ. Inter đồng thời cũng là đội bóng Ý đầu tiên giành được cú ăn 3 sau khi chiến thắng tại Coppa Italia và Champions League.

## Câu lạc bộ tham dự
Có tất cả 20 đội bóng tham dự mùa giải 2009–10:
| Câu lạc bộ  | Thành phố | Sân vận động              | Sức chứa | Thứ hạng mùa 2008–09       |
| ----------- | --------- | ------------------------- | -------- | -------------------------- |
| Atalanta    | Bergamo   | Atleti Azzurri d'Italia   | 26.393   | Thứ 11 tại Serie A         |
| Bari        | Bari      | San Nicola                | 58.270   | Vô địch Serie B            |
| Bologna     | Bologna   | Renato Dall'Ara           | 39.444   | Thứ 17 tại Serie A         |
| Cagliari    | Cagliari  | Sant'Elia                 | 23.486   | Thứ 9 tại Serie A          |
| Catania     | Catania   | Angelo Massimino          | 23.420   | Thứ 15 tại Serie A         |
| Chievo      | Verona    | Marcantonio Bentegodi     | 39.211   | Thứ 16 tại Serie A         |
| Fiorentina  | Firenze   | Artemio Franchi (Firenze) | 47.282   | Thứ 4 tại Serie A          |
| Genoa       | Genoa     | Luigi Ferraris            | 36.685   | Thứ 5 tại Serie A          |
| Inter Milan | Milan     | Giuseppe Meazza           | 80.074   | Vô địch Serie A            |
| Juventus    | Torino    | Olimpico di Torino        | 27.994   | Thứ 2 tại Serie A          |
| Lazio       | Rome      | Olimpico                  | 72.698   | Thứ 10 tại Serie A         |
| Livorno     | Livorno   | Armando Picchi            | 19.238   | Thắng trận Playoff Serie B |
| Milan       | Milan     | San Siro                  | 80.074   | Thứ 3 tại Serie A          |
| Napoli      | Naples    | San Paolo                 | 60.240   | Thứ 12 tại Serie A         |
| Palermo     | Palermo   | Renzo Barbera             | 37.242   | Thứ 8 tại Serie A          |
| Parma       | Parma     | Ennio Tardini             | 27.906   | Á quân Serie B             |
| Roma        | Rome      | Olimpico                  | 72.698   | Thứ 6 tại Serie A          |
| Sampdoria   | Genoa     | Luigi Ferraris            | 36.685   | Thứ 13 tại Serie A         |
| Siena       | Siena     | Artemio Franchi (Siena)   | 15.373   | Thứ 14 tại Serie A         |
| Udinese     | Udine     | Friuli                    | 41.652   | Thứ 7 tại Serie A          |

## Nhân sự
| Câu lạc bộ | HLV cũ               | Lý do thôi việc               | Ngày ra đi           | Vị trí trên BXH | HLV mới                     | Ngày bổ nhiệm        | Vị trí trên BXH |
| ---------- | -------------------- | ----------------------------- | -------------------- | --------------- | --------------------------- | -------------------- | --------------- |
| Milan      | Carlo Ancelotti      | Ký hợp đồng với Chelsea       | 1 tháng 6 năm 2009   | Đầu mùa giải    | Leonardo                    | 1 tháng 6 năm 2009   | Đầu mùa giải    |
| Sampdoria  | Walter Mazzarri      | Thỏa thuận 2 bên              | 1 tháng 6 năm 2009   | Đầu mùa giải    | Luigi Delneri               | 1 tháng 6 năm 2009   | Đầu mùa giải    |
| Palermo    | Davide Ballardini    | Rút khỏi công việc huấn luyện | 5 tháng 6 năm 2009   | Đầu mùa giải    | Walter Zenga                | 5 tháng 6 năm 2009   | Đầu mùa giải    |
| Atalanta   | Luigi Delneri        | Hết hợp đồng                  | 1 tháng 6 năm 2009   | Đầu mùa giải    | Angelo Gregucci             | 5 tháng 6 năm 2009   | Đầu mùa giải    |
| Catania    | Walter Zenga         | Thỏa thuận 2 bên              | 1 tháng 6 năm 2009   | Đầu mùa giải    | Gianluca Atzori             | 10 tháng 6 năm 2009  | Đầu mùa giải    |
| Lazio      | Delio Rossi          | Hết hợp đồng                  | 8 tháng 6 năm 2009   | Đầu mùa giải    | Davide Ballardini           | 16 tháng 6 năm 2009  | Đầu mùa giải    |
| Bari       | Antonio Conte        | Thỏa thuận 2 bên              | 23 tháng 6 năm 2009  | Đầu mùa giải    | Giampiero Ventura           | 29 tháng 6 năm 2009  | Đầu mùa giải    |
| Livorno    | Gennaro Ruotolo      | Hết thời hạn tạm quyền        | 9 tháng 7 năm 2009   | Đầu mùa giải    | Vittorio Russo              | 13 tháng 7 năm 2009  | Đầu mùa giải    |
| Roma       | Luciano Spalletti    | Từ chức                       | 1 tháng 9 năm 2009   | 20              | Claudio Ranieri             | 2 tháng 9 năm 2009   | 20              |
| Atalanta   | Angelo Gregucci      | Sa thải                       | 21 tháng 9 năm 2009  | 20              | Antonio Conte               | 21 tháng 9 năm 2009  | 20              |
| Napoli     | Roberto Donadoni     | Sa thải                       | 6 tháng 10 năm 2009  | 15              | Walter Mazzarri             | 6 tháng 10 năm 2009  | 15              |
| Bologna    | Giuseppe Papadopulo  | Sa thải                       | 20 tháng 10 năm 2009 | 18              | Franco Colomba              | 20 tháng 10 năm 2009 | 18              |
| Livorno    | Vittorio Russo       | Sa thải                       | 21 tháng 10 năm 2009 | 20              | Serse Cosmi                 | 21 tháng 10 năm 2009 | 20              |
| Siena      | Marco Giampaolo      | Sa thải                       | 29 tháng 10 năm 2009 | 20              | Marco Baroni                | 29 tháng 10 năm 2009 | 20              |
| Palermo    | Walter Zenga         | Sa thải                       | 23 tháng 11 năm 2009 | 12              | Delio Rossi                 | 23 tháng 11 năm 2009 | 12              |
| Siena      | Marco Baroni         | Rút khỏi công việc huấn luyện | 23 tháng 11 năm 2009 | 20              | Alberto Malesani            | 23 tháng 11 năm 2009 | 20              |
| Catania    | Gianluca Atzori      | Sa thải                       | 8 tháng 12 năm 2009  | 19              | Siniša Mihajlović           | 8 tháng 12 năm 2009  | 19              |
| Udinese    | Pasquale Marino      | Sa thải                       | 22 tháng 12 năm 2009 | 15              | Gianni De Biasi             | 22 tháng 12 năm 2009 | 15              |
| Atalanta   | Antonio Conte        | Từ chức                       | 7 tháng 1 năm 2010   | 19              | Walter Bonacina (tạm quyền) | 7 tháng 1 năm 2010   | 19              |
| Atalanta   | Walter Bonacina      | Hết thời hạn tạm quyền        | 11 tháng 1 năm 2010  | 19              | Bortolo Mutti               | 11 tháng 1 năm 2010  | 19              |
| Juventus   | Ciro Ferrara         | Sa thải                       | 29 tháng 1 năm 2010  | 6               | Alberto Zaccheroni          | 29 tháng 1 năm 2010  | 6               |
| Lazio      | Davide Ballardini    | Sa thải                       | 10 tháng 2 năm 2010  | 18              | Edoardo Reja                | 10 tháng 2 năm 2010  | 18              |
| Udinese    | Gianni De Biasi      | Sa thải                       | 21 tháng 2 năm 2010  | 16              | Pasquale Marino             | 21 tháng 2 năm 2010  | 16              |
| Livorno    | Serse Cosmi          | Sa thải                       | 5 tháng 4 năm 2010   | 20              | Gennaro Ruotolo             | 5 tháng 4 năm 2010   | 20              |
| Cagliari   | Massimiliano Allegri | Sa thải                       | 13 tháng 4 năm 2010  | 13              | Giorgio Melis (tạm quyền)   | 13 tháng 4 năm 2010  | 12              |

- ^1  Davide Ballardini đã rút khỏi công việc huấn luyện vào ngày 5 tháng 6, ngay khi Walter Zenga được bổ nhiệm làm huấn luyên viên mới. Tiếp đó, ông đã kết thúc hợp đồng của mình bằng 1 thỏa thuận 2 bên vào ngày 13 tháng 6.[40]
- ^2  Gennaro Ruotolo ban đầu đã chấp nhận ở lại Livorno sau khi dẫn dắt đội bóng thăng hạng Serie A. Tuy vậy, vào ngày 9 tháng 7, bộ phận kỹ thuật của liên đoàn bóng đá Ý thông báo Ruotolo không thể làm huấn luyện viên tại Serie A do thiếu chứng chỉ để hành nghề. Sau vụ việc này, Vittorio Russo đã được bổ nhiệm làm huấn luyện viên trưởng, dẫu vậy trên thực tế Ruotolo vẫn đóng vai trò huấn luyện viên câu lạc bộ dù ông chỉ giữ chức vụ trợ lý huấn luyện viên cho Russo. Ông sau đó đã rời khỏi vị trí trợ lý huấn luyện viên vào ngày 20 tháng 9.[41]
- ^3  Huấn luyện viên đội Siena Primavera (đội U-19) - Marco Baroni đã được bổ nhiệm làm HLV đội 1 vào ngày 29 tháng 10, sau đó ông quay trở về công việc cũ vào ngày 23 tháng 11.[42]
- ^4  Gennaro Ruotolo đã được phép đảm nhận ghế huấn luyện viên mà không cần chứng chỉ hành nghề yêu cầu sau khi nhận được giấy phép miễn trừ tạm thời trong 60 ngày từ liên đoàn bóng đá Ý.[43]
- ^5  Huấn luyện viên đội trẻ Giorgio Melis được đảm nhận chức vụ huấn luyện viên tạm quyền mà không cần chứng chỉ hành nghề yêu cầu sau khi nhận được giấy phép miễn trừ tạm thời 60 ngày từ liên đoàn bóng đá Ý.

Danh sách trên không bao gồm việc xin từ chức của Serse Cosmi tại Livorno vào ngày 24 tháng 1 năm 2010, do nó đã bị câu lạc bộ từ chối 2 ngày sau đó sau cuộc gặp giữa Cosmi và chủ tịch câu lạc bộ Aldo Spinelli, và do không có trận đấu nào diễn ra trong khoảng thời gian ngắn đấy.

## Bảng xếp hạng
| XH | Đội          | Tr | T  | H  | T  | BT | BB | HS  | Đ  | Lên hay xuống hạng                            | Thành tích đối đầu |
| -- | ------------ | -- | -- | -- | -- | -- | -- | --- | -- | --------------------------------------------- | ------------------ |
| 1  | Inter (C)    | 38 | 24 | 10 | 4  | 75 | 34 | +41 | 82 | Vòng bảng UEFA Champions League 2010-11       |                    |
| 2  | Roma         | 38 | 24 | 8  | 6  | 68 | 41 | +27 | 80 | Vòng bảng UEFA Champions League 2010-11       |                    |
| 3  | Milan        | 38 | 20 | 10 | 8  | 60 | 39 | +21 | 70 | Vòng bảng UEFA Champions League 2010-11       |                    |
| 4  | Sampdoria    | 38 | 19 | 10 | 9  | 49 | 41 | +8  | 67 | Vòng Play-off UEFA Champions League 2010-11   |                    |
| 5  | Palermo      | 38 | 18 | 11 | 9  | 59 | 47 | +12 | 65 | Vòng Play-off UEFA Europa League 2010-11      |                    |
| 6  | Napoli       | 38 | 15 | 14 | 9  | 50 | 43 | +7  | 59 | Vòng Play-off UEFA Europa League 2010-11      |                    |
| 7  | Juventus     | 38 | 16 | 7  | 15 | 55 | 56 | −1  | 55 | Vòng sơ loại thứ 3 UEFA Europa League 2010-11 |                    |
| 8  | Parma        | 38 | 14 | 10 | 14 | 46 | 51 | −5  | 52 |                                               |                    |
| 9  | Genoa        | 38 | 14 | 9  | 15 | 57 | 61 | −4  | 51 |                                               |                    |
| 10 | Bari         | 38 | 13 | 11 | 14 | 49 | 49 | 0   | 50 |                                               |                    |
| 11 | Fiorentina   | 38 | 13 | 8  | 17 | 48 | 47 | +1  | 47 |                                               |                    |
| 12 | Lazio        | 38 | 11 | 13 | 14 | 39 | 43 | −4  | 46 |                                               |                    |
| 13 | Catania      | 38 | 10 | 15 | 13 | 44 | 45 | −1  | 45 |                                               |                    |
| 14 | Chievo       | 38 | 12 | 8  | 18 | 37 | 42 | −5  | 44 | CHI: 8 pts UDI: 6 pts CAG: 1 pt               |                    |
| 15 | Udinese      | 38 | 11 | 11 | 16 | 54 | 59 | −5  | 44 | CHI: 8 pts UDI: 6 pts CAG: 1 pt               |                    |
| 16 | Cagliari     | 38 | 11 | 11 | 16 | 56 | 58 | −2  | 44 | CHI: 8 pts UDI: 6 pts CAG: 1 pt               |                    |
| 17 | Bologna      | 38 | 10 | 12 | 16 | 42 | 55 | −13 | 42 |                                               |                    |
| 18 | Atalanta (R) | 38 | 9  | 8  | 21 | 37 | 53 | −16 | 35 | Xuống chơi tại Serie B                        |                    |
| 19 | Siena (R)    | 38 | 7  | 10 | 21 | 40 | 67 | −27 | 31 | Xuống chơi tại Serie B                        |                    |
| 20 | Livorno (R)  | 38 | 7  | 8  | 23 | 27 | 61 | −34 | 29 | Xuống chơi tại Serie B                        |                    |

Nguồn: Lega Calcio and Yahoo! Sport
Quy tắc xếp hạng: 1. Điểm; 2. Điểm khi đối đầu; 3. Hiệu số bàn thắng khi đối đầu; 4. Số bàn thắng khi đối đầu; 5. Hiệu số bàn thắng; 6. Số bàn thắng.
(VĐ) = Vô địch; (XH) = Xuống hạng; (LH) = Lên hạng; (O) = Thắng trận Play-off; (A) = Lọt vào vòng sau. 
Chỉ được áp dụng khi mùa giải chưa kết thúc: 
(Q) = Lọt vào vòng đấu cụ thể của giải đấu đã nêu; (TQ) = Giành vé dự giải đấu, nhưng chưa tới vòng đấu đã nêu.
Thành tích đối đầu: Được áp dụng khi số liệu thành tích đối đầu được dùng để xếp hạng các đội bằng điểm nhau.

## Kết quả
| Nhà \ Khách[1] | Atalanta | Bari | Bologna | Cagliari | Catania | Chievo | Fiorentina | Genoa | Internazionale | Juventus | Lazio | Livorno | Milan | Napoli | Palermo | Parma | Roma | Sampdoria | Siena | Udinese |
| Atalanta       |          | 1–0  | 1–1     | 3–1      | 0–0     | 0–1    | 2–1        | 0–1   | 1–1            | 2–5      | 3–0   | 3–0     | 1–1   | 0–2    | 1–2     | 3–1   | 1–2  | 0–1       | 2–0   | 0–0     |
| Bari           | 4–1      |      | 0–0     | 0–1      | 0–0     | 1–0    | 2–0        | 3–0   | 2–2            | 3–1      | 2–0   | 1–0     | 0–2   | 1–2    | 4–2     | 1–1   | 0–1  | 2–1       | 2–1   | 2–0     |
| Bologna        | 2–2      | 2–1  |         | 0–1      | 1–1     | 0–2    | 1–1        | 1–3   | 1–3            | 1–2      | 2–3   | 2–0     | 0–0   | 2–1    | 3–1     | 2–1   | 0–2  | 1–1       | 2–1   | 2–1     |
| Cagliari       | 3–0      | 3–1  | 1–1     |          | 2–2     | 1–2    | 2–2        | 3–2   | 1–2            | 2–0      | 0–2   | 3–0     | 2–3   | 3–3    | 2–2     | 2–0   | 2–2  | 2–0       | 1–3   | 2–2     |
| Catania        | 0–0      | 4–0  | 1–0     | 2–1      |         | 1–2    | 1–0        | 1–0   | 3–1            | 1–1      | 1–1   | 0–1     | 0–2   | 0–0    | 2–0     | 3–0   | 1–1  | 1–2       | 2–2   | 1–1     |
| Chievo         | 1–1      | 1–2  | 1–1     | 2–1      | 1–1     |        | 2–1        | 3–1   | 0–1            | 1–0      | 1–2   | 2–0     | 1–2   | 1–2    | 1–0     | 0–0   | 0–2  | 1–2       | 0–1   | 1–1     |
| Fiorentina     | 2–0      | 2–1  | 1–2     | 1–0      | 3–1     | 0–2    |            | 3–0   | 2–2            | 1–2      | 0–0   | 2–1     | 1–2   | 0–1    | 1–0     | 2–3   | 0–1  | 2–0       | 1–1   | 4–1     |
| Genoa          | 2–0      | 1–1  | 3–4     | 5–3      | 2–0     | 1–0    | 2–1        |       | 0–5            | 2–2      | 1–2   | 1–1     | 1–0   | 4–1    | 2–2     | 2–2   | 3–2  | 3–0       | 4–2   | 3–0     |
| Inter          | 3–1      | 1–1  | 3–0     | 3–0      | 2–1     | 4–3    | 1–0        | 0–0   |                | 2–0      | 1–0   | 3–0     | 2–0   | 3–1    | 5–3     | 2–0   | 1–1  | 0–0       | 4–3   | 2–1     |
| Juventus       | 2–1      | 3–0  | 1–1     | 1–0      | 1–2     | 1–0    | 1–1        | 3–2   | 2–1            |          | 1–1   | 2–0     | 0–3   | 2–3    | 0–2     | 2–3   | 1–2  | 5–1       | 3–3   | 1–0     |
| Lazio          | 1–0      | 0–2  | 0–0     | 0–1      | 0–1     | 1–1    | 1–1        | 1–0   | 0–2            | 0–2      |       | 4–1     | 1–2   | 1–1    | 1–1     | 1–2   | 1–2  | 1–1       | 2–0   | 3–1     |
| Livorno        | 1–0      | 1–1  | 0–1     | 0–0      | 3–1     | 0–2    | 0–1        | 2–1   | 0–2            | 1–1      | 1–2   |         | 0–0   | 0–2    | 1–2     | 2–1   | 3–3  | 3–1       | 1–2   | 0–2     |
| Milan          | 3–1      | 0–0  | 1–0     | 4–3      | 2–2     | 1–0    | 1–0        | 5–2   | 0–4            | 3–0      | 1–1   | 1–1     |       | 1–1    | 0–2     | 2–0   | 2–1  | 3–0       | 4–0   | 3–2     |
| Napoli         | 2–0      | 3–2  | 2–1     | 0–0      | 1–0     | 2–0    | 1–3        | 0–0   | 0–0            | 3–1      | 0–0   | 3–1     | 2–2   |        | 0–0     | 2–3   | 2–2  | 1–0       | 2–1   | 0–0     |
| Palermo        | 1–0      | 1–1  | 3–1     | 2–1      | 1–1     | 3–1    | 3–0        | 0–0   | 1–1            | 2–0      | 3–1   | 1–0     | 3–1   | 2–1    |         | 2–1   | 3–3  | 1–1       | 1–0   | 1–0     |
| Parma          | 1–0      | 2–0  | 2–1     | 0–2      | 2–1     | 2–0    | 1–1        | 2–3   | 1–1            | 1–2      | 0–2   | 4–1     | 1–0   | 1–1    | 1–0     |       | 1–2  | 1–0       | 1–0   | 0–0     |
| Roma           | 2–1      | 3–1  | 2–1     | 2–1      | 1–0     | 1–0    | 3–1        | 3–0   | 2–1            | 1–3      | 1–0   | 0–1     | 0–0   | 2–1    | 4–1     | 2–0   |      | 1–2       | 2–1   | 4–2     |
| Sampdoria      | 2–0      | 0–0  | 4–1     | 1–1      | 1–1     | 2–1    | 2–0        | 1–0   | 1–0            | 1–0      | 2–1   | 2–0     | 2–1   | 1–0    | 1–1     | 1–1   | 0–0  |           | 4–1   | 3–1     |
| Siena          | 0–2      | 3–2  | 1–0     | 1–1      | 3–2     | 0–0    | 1–5        | 0–0   | 0–1            | 0–1      | 1–1   | 0–0     | 1–2   | 0–0    | 1–2     | 1–1   | 1–2  | 1–2       |       | 2–1     |
| Udinese        | 1–3      | 3–3  | 1–1     | 2–1      | 4–2     | 0–0    | 0–1        | 2–0   | 2–3            | 3–0      | 1–1   | 2–0     | 1–0   | 3–1    | 3–2     | 2–2   | 2–1  | 2–3       | 4–1   |         |

Nguồn: gazzetta.it
1 ^ Đội chủ nhà được liệt kê ở cột bên tay trái.
Màu sắc: Xanh = Chủ nhà thắng; Vàng = Hòa; Đỏ = Đội khách thắng.
a nghĩa là có bài viết về trận đấu đó.

## Cầu thủ ghi bàn
| #  | Cầu thủ           | Câu lạc bộ  | Bàn thắng |
| -- | ----------------- | ----------- | --------- |
| 1  | Antonio Di Natale | Udinese     | 29        |
| 2  | Diego Milito      | Inter Milan | 22        |
| 3  | Fabrizio Miccoli  | Palermo     | 19        |
| 3  | Giampaolo Pazzini | Sampdoria   | 19        |
| 5  | Alberto Gilardino | Fiorentina  | 15        |
| 6  | Barreto           | Bari        | 14        |
| 6  | Marco Borriello   | Milan       | 14        |
| 6  | Francesco Totti   | Roma        | 14        |
| 6  | Mirko Vučinić     | Roma        | 14        |
| 10 | Edinson Cavani    | Palermo     | 13        |
| 10 | Alessandro Matri  | Cagliari    | 13        |